# Village Vanguard

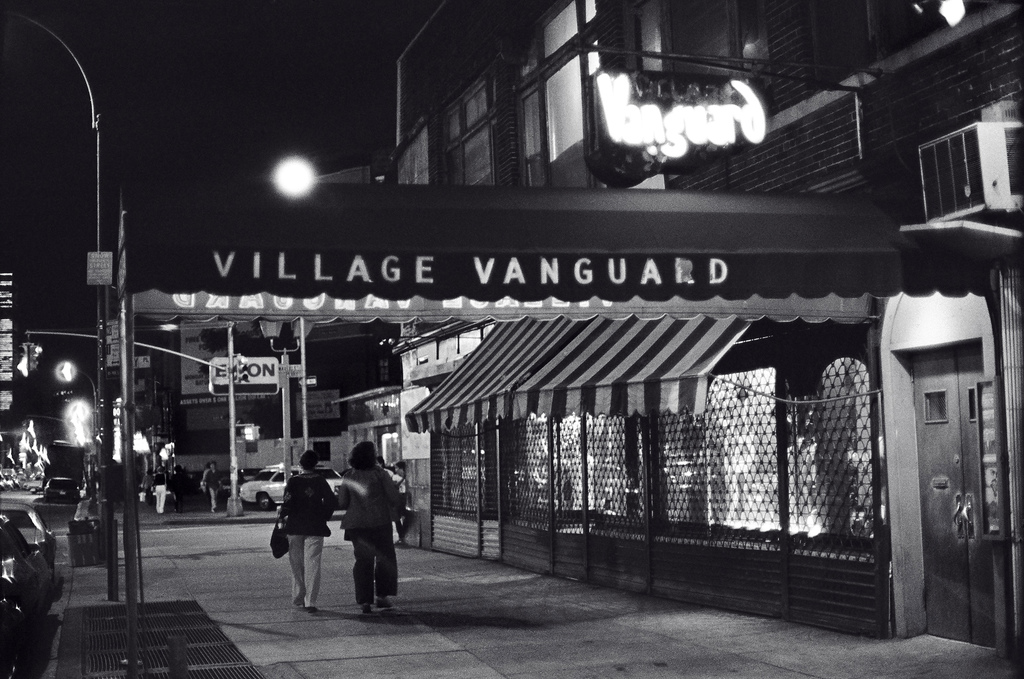
Village Vanguard 1976.

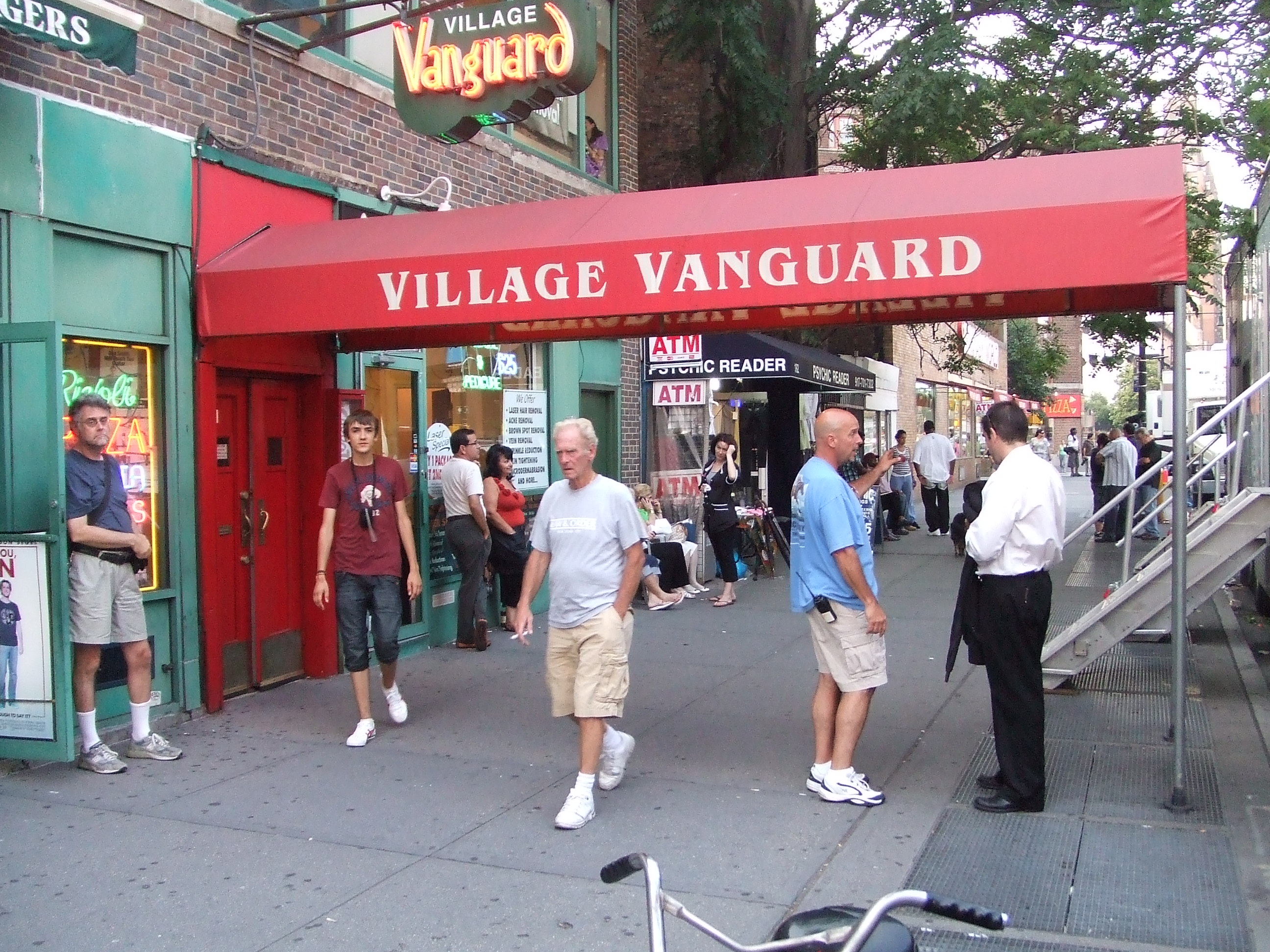
Village Vanguard idag.

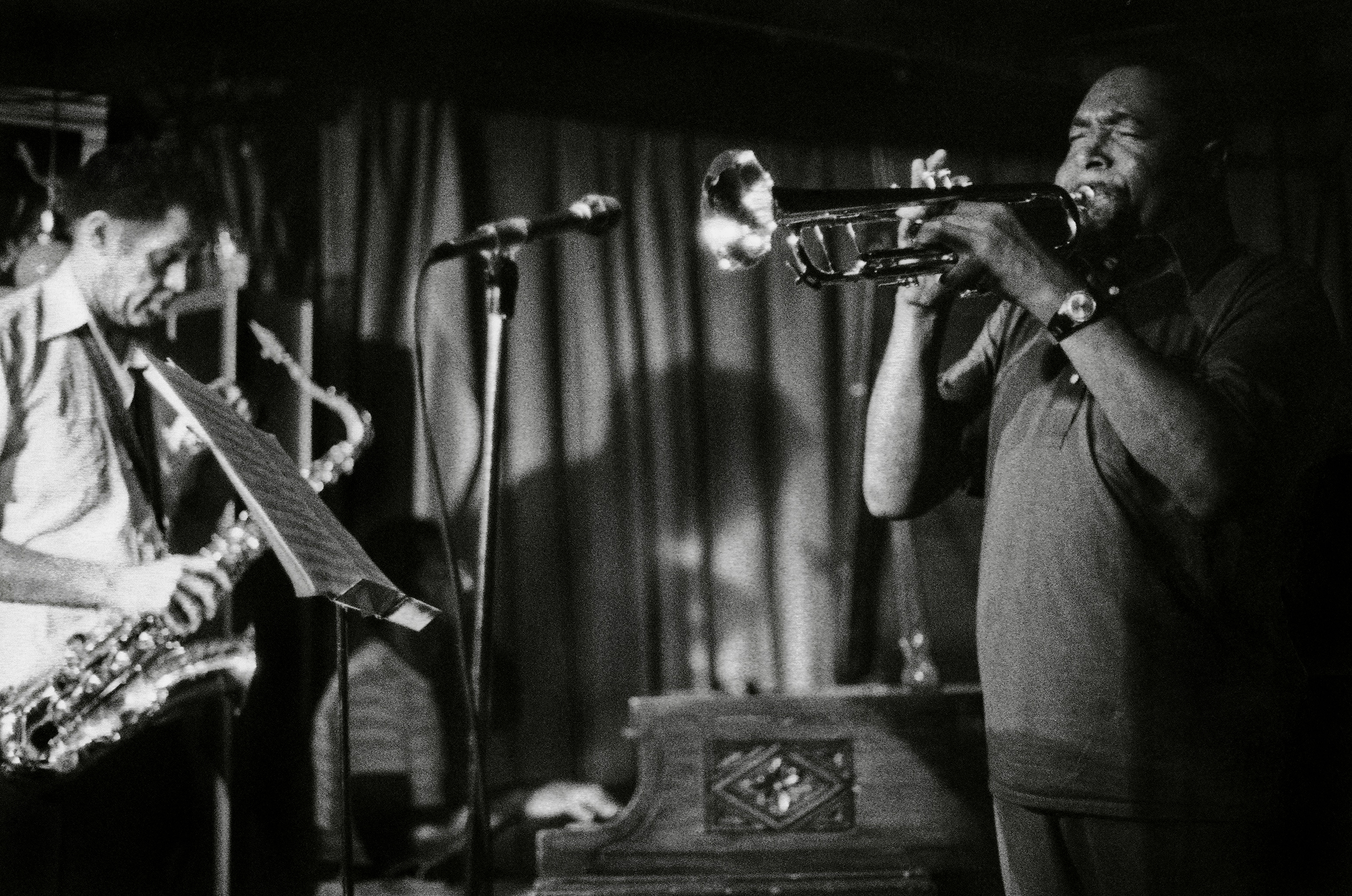
Dexter Gordon och Benny Bailey 1977.

Village Vanguard är en jazzklubb i Greenwich Village i New York i USA.
Village Vanguard öppnade i februari 1935 av Max Gordon (1903-1989) och blev en renodlad jazzklubb 1957.
Från 1957 blev Village Vanguard en viktig spelplats för jazz i New York. Där spelade musiker som Miles Davis, Horace Silver, Thelonious Monk, Gerry Mulligan, Modern Jazz Quartet, Anita O’Day, Charlie Mingus, Bill Evans och Stan Getz. Max Gordon dog 1989, varefter klubben skötts av Lorraine Gordon.